# La Fable
La Fable est un tableau peint par Le Greco en 1580. Il mesure 50,5 cm de haut sur 63,6 cm de large. Il est conservé au musée du Prado à Madrid.